# 12. podmorniška flotilja (Wehrmacht)
Za druge 12. flotilje glejte 12. flotilja.
12. podmorniška flotilja je bila podmorniška flotilja v sestavi Kriegsmarine med drugo svetovno vojno.

## Baze
- oktober 1942 - avgust 1944: Bordeaux

## Podmornice
Razredi podmornic
- VIIF, IXD, XB in XIV

Seznam podmornic
- U-117, U-118, U-119, U-177, U-178, U-179, U-180, U-181, U-182, U-195, U-196, U-197, U-198, U-199, U-200, U-219, U-220, U-233, U-459, U-460, U-461, U-462, U-463, U-487, U-488, U-489, U-490, U-847, U-848, U-849, U-850, U-851, U-852, U-859, U-860, U-861, U-862, U-863, U-871, U-1059, U-1061, U-1062, UIT-22, UIT-23, UIT-24, UIT-25

## Poveljstvo
Poveljnik
- Kapitan fregate Klaus Scholtz (oktober 1942 - avgust 1944)